# 대구동도초등학교
대구동도초등학교(大邱東都初等學校)는 대한민국 대구광역시 수성구 범어동에 있는 공립 초등학교다.

## 학교 연혁
- 1939년 4월 15일 대구동부공립심상소학교 설립인가
- 1941년 4월 1일 대구동부공립국민학교로 개칭[1]
- 1941년 4월 27일 현 위치로 이전
- 1949년 12월 31일 대구동부국민학교로 교명 변경[2]
- 1953년 4월 28일 대구동도국민학교로 교명 변경
- 1981년 3월 19일 지역위원 선출결과 공고
- 1982년 3월 24일 정기회 소집
- 1996년 3월 1일 대구동도초등학교로 개칭[3]
- 2005년 7월 20일 방송실 구축 공사
- 2006년 6월 30일 다목적 교실(강당) 완공
- 2006년 8월 25일 현대화 사업 과학실 완공
- 2006년 8월 30일 현대화 사업 도서실 완공
- 2010년 2월 18일 본관4층 및 신관 증축, 파고라 및 급수대 신설
- 2010년 3월 5일 민간참여 컴퓨터실 구축
- 2010년 3월 16일 보건실 현대화, 특수학급앞 현관 경사로 신설, 유치원 1학급 증설관련 교실 구축
- 2010년 3월 19일 미술실, 음악실, 실과실 구축
- 2010년 7월 13일 유치원 1학급 증설관련 교실 구축, 특수학급 앞 경사로 신설 보건실 현대화
- 2010년 7월 20일 건물외벽 교표 및 교명 설치
- 2010년 9월 13일 영어체험실 구축 및 유치원 화장실 설치
- 2011년 5월 23일 자연생태정원 조성
- 2011년 9월 10일 학교 연못 설치
- 2016년 6월 9일 '명상의 숲' 개장
- 2019년 3월 1일 제30대 서정하 교장 부임
- 2020년 2월 13일 제76회 졸업(244명, 누계 24,593명)
- 2020년 3월 1일 44(1)학급 편성
- 2021년 3월 1일 제31대 이상근 교장 부임

## 운동부
- 수영부
- 빙상부
- 티볼부

## 참고 자료
- 대구동도초등학교 - 한국교육학술정보원 학교알리미